# Борковская волость
−−−−
Борковская волость — упразднённая административно-территориальная единица 3-го уровня и бывшее муниципальное образование со статусом сельского поселения в Великолукском районе Псковской области России.
Административный центр — деревня Борки.

## География
Территория волости граничила на севере с Купуйской, на востоке — с Пореченской волостями, на юго-западе и западе — с Невельским и Новосокольническим районами.
На территории волости располагался ряд озёр, в том числе самое крупное — озеро Комша или Комшино (0,7 км², глубиной до 12 м) и самое глубокое — озеро Долгое (0,2 км², глубиной до 17 м). По территории волости протекают реки Ловать,
Балаздынь, Еменка и Шестиха.

## Население
| 2002 | 2010  | 2012  | 2013  | 2014  | 2015  |
| ---- | ----- | ----- | ----- | ----- | ----- |
| 1621 | ↘1342 | ↗1373 | ↘1344 | ↗1359 | ↘1261 |

## Населённые пункты
В состав Борковской волости входили 36 деревень: Бардино, Бобриково, Борки, Глазуново, Гритьково, Данченки, Дубневичи, Зеленово, Ильино, Клевники, Комша, Косово, Лоскатухино, Макарово, Мартьяново, Никитино, Новинки, Овчинниково, Оставец, Павлово, Пески, Полибино, Пропостниково, Рудня, Рябиновка, Сеньково, Сивцево, Соколово, Сорокино, Стуканы, Теренино, Черенка, Черепово, Чихачево, Фелистово, Шеклино.

## История
Постановлением Псковского областного Собрания депутатов от 26 января 1995 года все сельсоветы в Псковской области были переименованы в волости, в том числе Борковский сельсовет был превращён в Борковскую волость.
Законом Псковской области от 28 февраля 2005 года в границах волости было также создано муниципальное образование Борковская волость со статусом сельского поселения с 1 января 2006 года в составе муниципального образования Великолукский район со статусом муниципального района.
Законом Псковской области от 10 декабря 2014 года Борковская волость была упразднена, а её территория 22 декабря 2014 года включена в состав Пореченской волости.